# San Pedro (Valle del Cauca)
San Pedro est une municipalité située dans le département de Valle del Cauca, en Colombie.